# Большой кленовый усач
Большой кленовый усач (лат. Ropalopus clavipes) — вид жуков-усачей из подсемейства настоящих усачей. Распространён в Европе (кроме крайнего севера), на Кавказе, в Закавказье, на Ближнем Востоке и в Иране. Личинки питаются на различных широколиственных деревьях: буке европейском, каштане посевном, орехе грецком. Длина тела взрослых насекомых 9—25 мм.

## Синонимы
В синонимику вида входят следующие биномены:
- Callidium clavipes Fabricius, 1775[4]basionym
- Callidium clavipes Fabricius, 1775
- Callidium nigroplanus DeGeer, 1775
- Cerambyx morio Voet, 1806 nec Fabricius, 1787
- Cerambyx nigricans Gmelin, 1790
- Leptura vidua Geoffroy, 1785
- Rhopalopus clavipes (Fabricius, 1775)
- Ropalopus nigroplanus (De Geer, 1775)